# Шапле (Мен)
Шапле (англ. Shapleigh) — місто (англ. town) в США, в окрузі Йорк штату Мен. Населення — 2921 особа (2020).

## Демографія
Згідно з переписом 2010 року, у місті мешкало 2668 осіб у 1072 домогосподарствах у складі 766 родин. Було 2036 помешкань
Расовий склад населення:
| - 96,6 % — білих - 0,7 % — азіатів - 0,5 % — корінних американців - 0,3 % — чорних або афроамериканців |

До двох чи більше рас належало 1,8 %. Частка іспаномовних становила 0,8 % від усіх жителів.
За віковим діапазоном населення розподілялося таким чином: 21,0 % — особи молодші 18 років, 66,2 % — особи у віці 18—64 років, 12,8 % — особи у віці 65 років та старші. Медіана віку мешканця становила 43,6 року. На 100 осіб жіночої статі у місті припадало 101,5 чоловіків;  на 100 жінок у віці від 18 років та старших — 100,3 чоловіків також старших 18 років.
Середній дохід на одне домашнє господарство  становив 64 693 долари США (медіана — 65 056), а середній дохід на одну сім'ю — 70 773 долари (медіана — 70 278). Медіана доходів становила 44 570 доларів для чоловіків та 40 134 долари для жінок. За межею бідності перебувало 5,3 % осіб, у тому числі 1,6 % дітей у віці до 18 років та 7,7 % осіб у віці 65 років та старших.
Цивільне працевлаштоване населення становило 1434 особи. Основні галузі зайнятості: освіта, охорона здоров'я та соціальна допомога — 19,0 %, виробництво — 15,8 %, науковці, спеціалісти, менеджери — 13,0 %.